# Davidov (Stradivarius)
Pour les articles homonymes, voir Davidov.
Le Davidov est un violoncelle construit par Antonio Stradivari en 1712. Le vernis est d'une tonalité rouge-orange riche. Il est très semblable dans sa construction et sa forme au Duport : ils sont tous deux de la forma buono ou forme b que le luthier utilise à partir de 1710.
Parmi les instrumentistes les plus célèbres ayant joué le Davidov figurent Raya Garbousova, Jacqueline du Pré et Yo-Yo Ma.

## Karl Davidov
En 1870, il est offert par un riche mécène à Karl Davidov (1838-1889), violoncelliste russe de grand renom, considéré comme le « tsar des violoncellistes » par Tchaikovski. Le corps du violoncelle présente quelques marques et des éraflures dues aux mauvais traitements reçus à cette époque. Après la mort de Davidov en 1889, le violoncelle est vendu à Paris, puis en 1928 à Herbert N. Straus, un homme d'affaires américain. À sa mort, sa veuve demande au marchand d'instruments Rembert Wurlitzer, à New York, de vendre l'instrument pour elle.

## Jacqueline du Pré
En 1964, le Davidov est acheté 90 000 dollars par Ismena Holland qui l'offre à sa filleule Jacqueline du Pré. William Pleeth, le professeur de Jacqueline du Pré, déclare qu'il s'agit de « l'un des grands instruments du monde ». Tous les enregistrements de Jacqueline du Pré entre 1964 et 1970 sont faits sur cet instrument. Après 1970 cependant, Jacqueline du Pré se lasse de la nature quelque peu inconsistante de l'instrument, et son mari Daniel Barenboim commande pour elle à Sergio Peresson un nouveau violoncelle, instrument qu'elle utilisera pour le reste de sa carrière.

## Yo-Yo Ma
Quelques années avant la mort de Jacqueline du Pré, en 1983, l'instrument revient à Yo-Yo Ma qui utilise le Davidov monté en violoncelle baroque pour interpréter ce répertoire (Bach, Vivaldi, etc.)

### Citations
« Les sombres qualités déchainées de Jackie sont allées à l'encontre du Davidov. Vous devez cajoler l'instrument. Plus vous l'attaquez, moins il rend en retour. »
— Yo-Yo Ma, http://www.beares.com/Noteyoyoma.htm
« Le Montagnana a un son robuste et terreux avec des basses complexes. C'est un instrument honnête, qui rend exactement ce que vous lui donnez. Chacune des notes doit être articulée de la main gauche, avec vibrato et intonation parfaites, mais aussi loin que l'instrumentiste voudra aller, il trouvera l'instrument prêt à donner. Le Stradivari, par contre, présente une remarquable combinaison d'attributs. Les pianissimos flottent sans efforts. La réponse de l'instrument est instantanée. Le son, qui peut être riche, sensuel ou palpitant dans toutes les tessitures, peut également être clair, cultivé et pur. Chaque son stimule l'imagination de l'interprète. Cependant, il n'y a aucune place pour l'erreur, en cela que le son d'un tel instrument doit être libéré plutôt que sorti. J'ai dû apprendre à ne pas être séduit par la beauté fine du son dans mon esprit avant de l'obtenir du violoncelle. Beaucoup d'instruments voient la beauté du son qu'ils ont dans un lieu intime se perdre dans l'espace d'une salle de concert. Pas ce Stradivari. L'intégrité de l'image sonore, la chaleur, la clarté, le timbre de l'instrument est respectée dans l'espace, comme la lumière d'un rayon laser. Il y a un rapport mystérieux entre l'interprète et l'instrument. Depuis 1983, le timbre du violoncelle s'est développé constamment, devenant plus riche, plus profond, plus plein; pour part parce que l'instrument est joué constamment, le faisant vibrer plus entièrement; pour part aussi parce que mon esthétique auditive a évolué. »
— Yo-Yo Ma comparant ses deux violoncelles., http://www.beares.com/Noteyoyoma.htm

## Parcours
Voici le parcours connu de ce violoncelle .
| Interprète        | Depuis | Avéré en | Jusqu'en |
| ----------------- | ------ | -------- | -------- |
| Karczmit          |        |          |          |
| Karl Davidov      | 1885   |          |          |
| Raya Garbousova   |        |          |          |
| Jacqueline du Pré | 1964   |          | 1968     |
| Yo-Yo Ma          | 1983   |          |          |

| Propriétaire                               | Depuis | Avéré en | Jusqu'en |
| ------------------------------------------ | ------ | -------- | -------- |
| Grand Duc de Toscane, Cosme III de Médicis | 1712   |          |          |
| Comte Apraxine                             |        |          |          |
| Comte Wielhorsky                           |        |          | 1885     |
| Karl Davidov                               | 1885   |          | 1900     |
| W.E. Hill & Sons                           |        |          | 1928     |
| Goupillat                                  | 1900   | 1902     |          |
| Wurlitzer Collection                       | 1928   |          | 1928     |
| M. et Mme Herbert N. Strauss               | 1928   |          | 1964     |
| Ismena Holland                             | 1964   |          | 1964     |
| Jacqueline du Pré                          | 1964   |          |          |
| Fondation Louis-Vuitton                    | 1988   |          |          |

## Source
1. ↑  (en) Base de données sur les instruments à cordes anciens